# Río Taura
Der Río Taura, oberhalb von Taura auch Río Boliche, ist ein 65 km langer Zufluss des Pazifischen Ozeans in der Provinz Guayas im Südwesten von Ecuador. Einschließlich Quellflüssen beträgt die Gesamtlänge 140 km.

## Flusslauf
Der Río Taura entsteht in der Küstenebene 40 km ostsüdöstlich der Großstadt Guayaquil am Zusammenfluss von Río Bulubulu und Río Barranco Alto. Die Quellflüsse entspringen am Westhang der Cordillera Occidental. Der Río Taura fließt anfangs 15 km nach Westen, anschließend 20 km nach Südwesten und schließlich nach Süden. Der Ort Virgen de Fátima liegt nördlich des Flusslaufs bei Flusskilometer 50. Die Gemeinde Taura befindet sich etwa 35 km oberhalb der Mündung. Dort mündet der Río Culebras linksseitig in den Río Taura. Im Unterlauf verläuft der Río Taura parallel zu dem 5 km weiter westlich strömenden Río Guayas. Der Río Taura bildet im Unterlauf zahlreiche Flussschlingen aus. Er wird dabei von bewässerten Anbauflächen gesäumt. Schließlich mündet der Río Taura in den Golf von Guayaquil. Im Küstentiefland verzweigen und kreuzen verschiedene Bewässerungs- und Abflusskanäle den Flusslauf. Das Einzugsgebiet des Río Taura umfasst etwa 1900 km².